# Catàleg dels troians
El catàleg dels troians és una secció del llibre II de la Ilíada d'Homer, que enumera contingents que lluitaren a favor de Troia durant el setge a la que fou sotmesa pels guerrers aqueus. Consta a continuació del catàleg de les naus dels aqueus.

## Tabulació del catàleg
La relació dels diversos contingents que componen aquest catàleg és la següent:
| Territori o poble      | Cabdills                 | Ciutats                                 |
| ---------------------- | ------------------------ | --------------------------------------- |
| Troia                  | Hèctor                   | Troia                                   |
| Dardània               | Eneas, Arquèloc, Acamant | Dardània                                |
| Mont Ida               | Pàndar                   | Zelea                                   |
|                        | Adrast, Àmfios           | Adrastea, Apesos, Pitiea                |
| Costa de l'Hel·lespont | Asi                      | Percota, Pracci, Sestos, Abidos, Arisbe |
| Pelasgs                | Hipòtou, Pileu           | Larisa                                  |
| Tràcia                 | Acamant, Pírous          | No esmentades                           |
| Cícons                 | Eufem                    | No esmentades                           |
| Peònia                 | Pirecmes                 | Amidó                                   |
| Paflagònia             | Pilemenes                | Citoros, Sèsam, Cromna, Egíal, Erítinos |
| Halizons               | Odi, Epístrof            | Àlibe                                   |
| Mísia                  | Cromis, Ènnom            | No esmentades                           |
| Frigis                 | Forcis, Ascani           | Ascània                                 |
| Meònia                 | Mestles, Àntif           | No esmentades                           |
| Cària                  | Nastes, Amfímac          | Milet                                   |
| Lícia                  | Sarpèdon, Glauc          | No esmentades                           |

Demetri d'Escepsis va escriure una extensa obra de trenta llibres de comentaris històrics i geogràfics sobre el catàleg dels troians. D'aquesta obra només se'n conserven fragments, però a l'antiguitat es solia prendre com a referència.

## Influència literària
Una de les referències contingudes al catàleg dels troians, la dels teucres de la ciutat de Zelea, i el riu Èsep, està citada, de forma descontextualitzada, en el conte El Inmortal, de l'escriptor argentí Jorge Luis Borges, que constitueix, entre altres coses, un enigmàtic homenatge a Homer. En el referit relat, el narrador repeteix obsessivament, en ple deliri: "Los ricos teucros de Zelea, que beben el agua negra del Esepo".